# 重庆市凤鸣山中学
重庆市凤鸣山中学，重庆地区简称凤鸣山中学，是重庆市的一所高级中学，为重庆市重点中学。

## 校史
凤鸣山中学始建于1957年。1979年，被沙坪坝区政府审定为区级重点中学。1985年，被四川省政府批准为完全中学。
2000年，被评定为重庆市重点中学。
2019年1月29日，本校與 香港將軍澳香島中學締結為姊妹學校，鄧仕民校長與香港將軍澳香島中學鄧飛校長簽訂協議書，雙方將在學校管理、教師培訓、學生教育等多方面展開交流與合作。。

## 现状
学校现有72个教学班、3600余名学生。有教职员工300余名，其中享受国务院政府特殊津贴专家、特级教师、中学研究员级教师6人，高级教师84人，硕士研究生40多人。

## 學校設施
學校學校佔地150畝，全校78個教學班，學生4400多人。學校佔地44939平方 米(規劃佔地100050平方米)，校舍建築面積48600平方米。固定資產總值6千萬元，有氣勢恢宏的教學大樓，造型新穎的綜合辦公大樓，功能設施器材堪稱全市中學一流的理化生實驗大樓，全塑膠籃球場、排球場、田徑運動場，以及管理規範，生活便利帶有休閒設施的現代化學生公寓樓。學校有藏書8萬餘冊的圖書館，配有光碟塔及品牌電腦的電子閱覽室，有設備先進的演播室、網管中心、語音教學實驗室和具有最新現代技術的3個微機室，2個多媒體教室，以及器具齊全的勞技實作室，科技活動室等，為莘莘學子成才創造了優越的條件。

## 辦學規模
學校現有教職工188人，專任教師147人，其中，市級以上優秀老師、先進教育工作者、勞動模範12人，高級、中級教師120人，市、區學科帶頭人32人，達碩士研究生水平的教師23人，還有24名教師正在參加西南師範大學研究生班學習，18名教師在重慶市“十、百、千”名師工程中，被確定為培養對象，8名教師參加國家級骨幹教師培訓。
學校現有46個教學班，初、高中學生總計2223人。學校占地44939平方米（67.4畝），校舍建築面積48600平方米，擁有一流的理化生實驗大樓，全塑膠籃球場、排球場、田徑運動場，以及現代化學生公寓樓。學校有藏書8萬餘冊的圖書館，配有光碟塔及50台品牌電腦的電子閱覽室，有演播室、網管中心和語音教學實驗室和3個微機室，2個多媒體教室，以及勞技實作室、科技活動室等，為莘莘學子成才創設了優越的條件。
學校以“千教萬教教人求真，千學萬學學做真人”為校訓，遵循育人為根本，質量為生命，管理為保證的辦學理念，素以管理嚴、教風正、學風濃、質量高、特色突出享譽社會。國中畢業生參加市級會考，及格率、優生率，連年保持在98%以上，聯招升學考試上線率也在市、區名列前茅；應屆高中畢業班升學率連年上升。高2001級上線率逾95%。
具有“團結拼搏，負重奮進，無私奉獻，勇爭一流”精神的鳳中人，用勤勞與汗水寫就了昨天的華彩，也一定能再創明天的佳績。

## 姊妹學校
- 中国香港將軍澳香島中學--2019年1月29日---鄧仕民校長